# Libanius pulcher
Libanius pulcher är en kräftdjursart som beskrevs av Lang 1971. Libanius pulcher ingår i släktet Libanius och familjen Colletteidae. Inga underarter finns listade i Catalogue of Life.